# Strajk w warsztatach naprawczych Grivița w 1933 roku

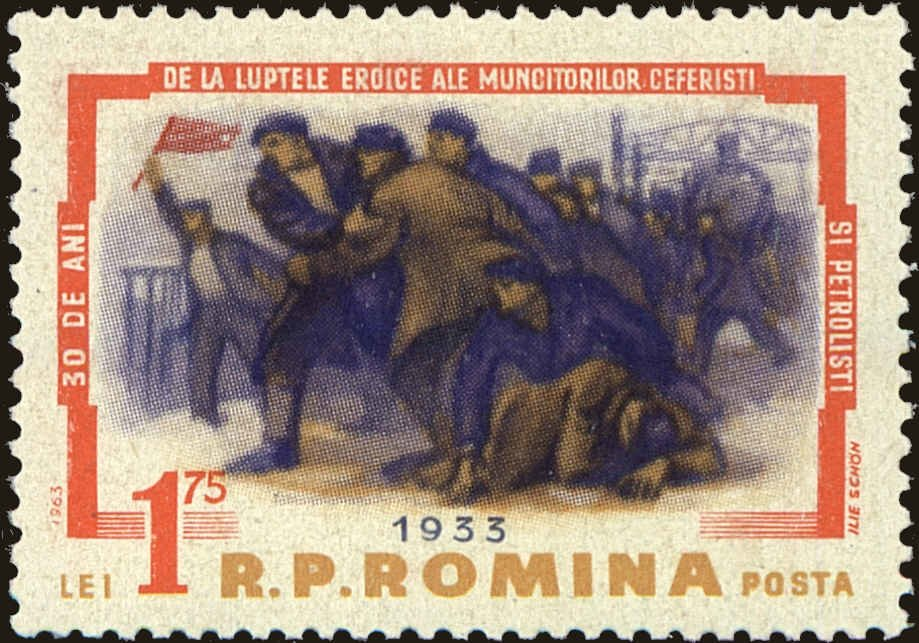
Znaczek wydany w 1963 r. na trzydziestolecie strajku

Strajk w warsztatach naprawczych Grivița – strajk pracowników zakładów naprawy taboru kolejowego rumuńskich kolei w 1933 r. Wybuchł na tle systematycznego pogarszania się sytuacji bytowej rumuńskich pracowników, wywołanej Wielkim Kryzysem i polityką gospodarczą rządów Partii Narodowo-Chłopskiej. Protest został stłumiony przez wojsko rumuńskie; zginęło przy tym od czterech do kilkunastu robotników. Przywódcy strajku zostali skazani na kary długoletniego więzienia.

## Historia

### Tło wydarzeń
W 1928 r. wybory parlamentarne w Rumunii wygrała Partia Narodowo-Chłopska, uzyskując rekordowe poparcie - ponad 77% głosów. Na czele utworzonego przez nią rządu stanął Iuliu Maniu. Kilka miesięcy później rozpoczął się gospodarczy Wielki Kryzys, który dotknął również Rumunię. W latach 1929-1932 rumuński eksport spadł dwukrotnie, import zmniejszył się trzy razy, dwukrotnie spadły wpływy do budżetu. Wskaźnik bezrobocia wzrósł do 35%. W nadziei na poprawę sytuacji budżetu państwa rząd zaciągnął w 1929 r. i 1931 r. liczne pożyczki zagraniczne na niekorzystnych warunkach (z odsetkami rzędu 7-11%). Nadzieje na wyjście z kryzysu dzięki pożyczkom nie spełniły się, a równocześnie w 1931 r. spłacanie zadłużenia pochłaniało blisko 1/4 budżetu Rumunii.
Trzykrotnie - w latach 1931, 1932 i 1933 r. rząd inicjował ogólnokrajowe akcje obniżania wynagrodzeń i zwalniania pracowników, przy równoczesnym podnoszeniu podatków, nazywane "ofiarami" narodowymi. Obniżki pensji nie dotyczyły jedynie wojska, policji i wymiaru sprawiedliwości. Warstwą społeczną najsilniej dotkniętą polityką oszczędnościową byli robotnicy, stanowiący ówcześnie 10% społeczeństwa rumuńskiego. Zarobki robotnika wykwalifikowanego, które przed kryzysem oscylowały w granicach 4000 lejów, spadły o ponad połowę. Gwałtownie rosły nierówności społeczne.
28 stycznia 1933 r. pod naciskiem Rady Finansowej Ligi Narodów kolejny rząd Rumunii tworzony przez Partię Narodowo-Chłopską, kierowany przez Alexandru Vaidę-Voievoda, podpisał tzw. plan genewski, narzucający Rumunii dalsze oszczędności uderzające w większość społeczeństwa. Krótko po przyjęciu planu obniżono o 10% zarobki pracowników sektora budżetowego w Bukareszcie, a o 12,5% w mniejszych miastach i na terenach wiejskich. Zapowiedziano również cięcia emerytur, z których ostatecznie rząd się wycofał. Nie poczyniono natomiast żadnych oszczędności w zakresie bardzo wysokich wydatków na funkcjonowanie dworu królewskiego.
Kryzys gospodarczy i fakt, że rumuńska polityka oszczędności uderzała głównie w pracowników, doprowadziły do wzrostu niezadowolenia społecznego i spadku prestiżu rządu. Nastąpiło ożywienie w rumuńskim ruchu robotniczym, który na początku lat 20. XX wieku został poddany represjom i administracyjnym ograniczeniom, a w końcu tej dekady był bardzo słaby. 

### Przebieg strajku

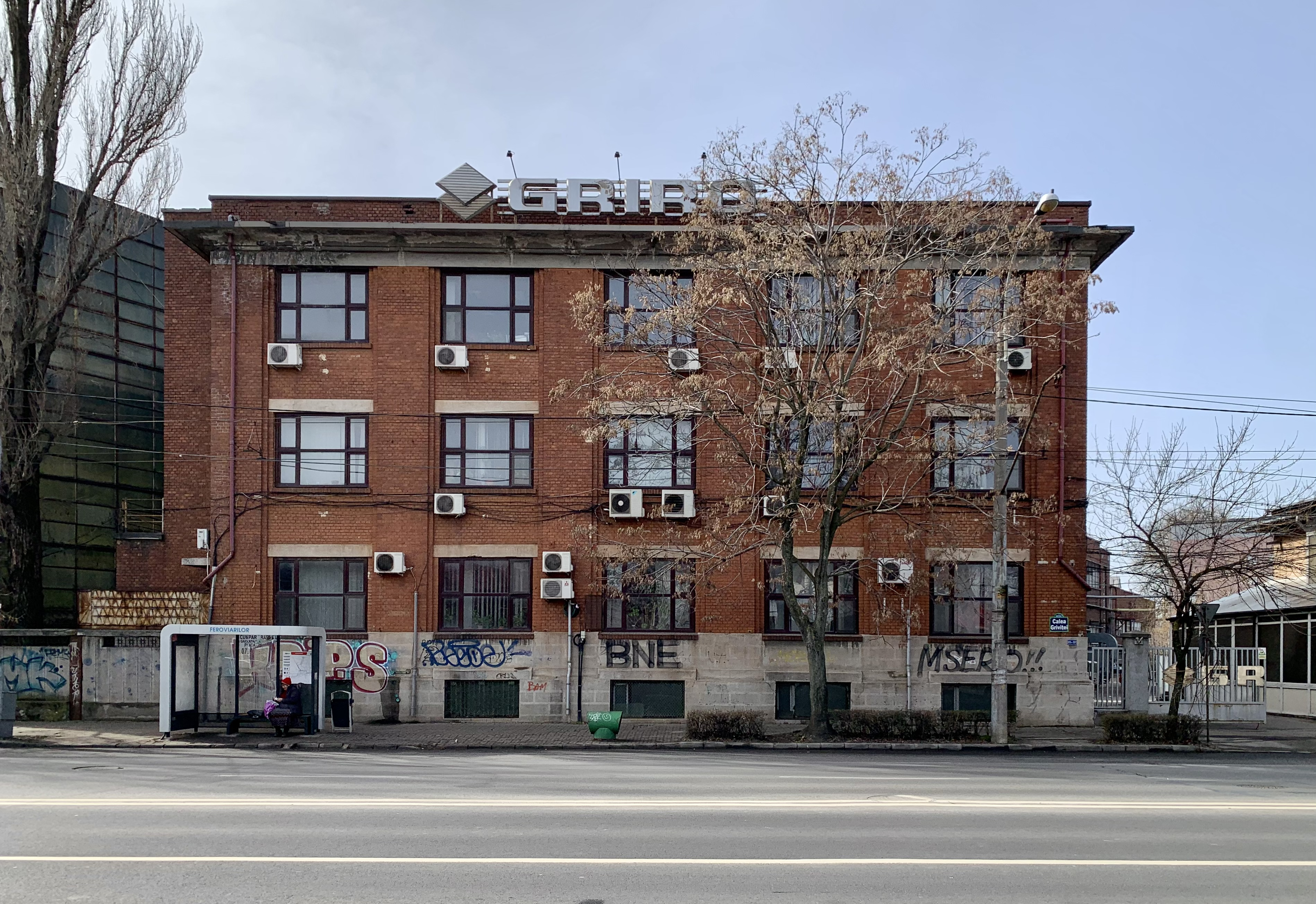
Jeden z budynków warsztatów naprawczych, w których miał miejsce strajk

3 lutego 1933 r. robotnicy warsztatów naprawczych taboru kolejowego Grivița w Bukareszcie ogłosili strajk. Do protestu dołączyło 5-7 tys. pracowników. Robotnicy sformułowali 10 postulatów, z których najważniejsze były żądania rezygnacji z dalszych obniżek wynagrodzeń, ponownego podniesienia pensji o 40% i ustanowienie minimalnych zarobków tragarzy i kobiet zatrudnionych w zakładach na poziomie umożliwiającym utrzymanie się. Domagano się również uznania komitetu fabrycznego jako samorządnego organu wyrażającego życzenia załogi. Już tego samego dnia dyrekcja zakładów ogłosiła, iż akceptuje wszystkie postulaty, co skłoniło pracowników do ogłoszenia końca strajku o godz. 23 w nocy z 3 na 4 lutego.
W tym samym czasie rząd Alexandru Vaidy-Voevoda pracował już jednak nad ustawą o stanie wojennym, zamierzając siłą powstrzymać narastającą falę niezadowolenia społecznego. 4 lutego 1933 r. projekt ustawy został wniesiony pod obrady parlamentu. Zakładał on wprowadzenie w kraju stanu wojennego na sześć miesięcy w celu "przywrócenia porządku" i powstrzymania "zorganizowanych ruchów komunistycznych". W rzeczywistości znaczenie komunistów w organizacji protestów przeciwko polityce oszczędnościowej było ograniczone, a rząd i dwór królewski dążyły do uzyskania wolnej ręki w pacyfikacji protestów i do uspokojenia zagranicznych kredytodawców. Mimo protestów deputowanych opozycji, ustawa została przegłosowana jeszcze tego samego dnia, po czym na jej podstawie wprowadzono stan wojenny w Bukareszcie, Jassach, Galati, Czerniowcach, Timișoarze, okręgach przemysłowych Ploești i Prahovej. 5 lutego 1933 r. król kontrasygnował dekret w tej sprawie. Dzień później robotnicy zakładów kolejowych dowiedzieli się, że ich porozumienie z dyrekcją warsztatów jest nieważne.
W nocy z 10 na 11 lutego policja aresztowała przywódców strajku i dokonała przeszukań w domach protestujących robotników. Wywołało to oburzenie w całej robotniczej dzielnicy Grivița. Delegacja kolejarzy bezskutecznie domagała się zwolnienia zatrzymanych. Co więcej, w nocy z 14 na 15 lutego aresztowani zostali kolejni przywódcy protestów.
15 lutego 1933 r. robotnicy pierwszej zmiany ogłosili strajk okupacyjny na terenie całych zakładów naprawczych i zabarykadowali się w fabryce. Zarząd przedsiębiorstwa poprosił wojsko o pomoc w stłumieniu protestu. Oddziały wojska zajęły całą dzielnicę Grivița, a przed zakładami zostały ustawione karabiny maszynowe. Wokół warsztatów zebrał się tłum mieszkańców dzielnicy i krewnych strajkujących robotników, łącznie blisko 10 tysięcy ludzi. Premier Armand Călinescu sugerował spokój, ale otoczenie króla opowiadało się za natychmiastowym stłumieniem strajku siłą. Rozkaz otwarcia ognia do robotników wydał szef sztabu generalnego armii rumuńskiej. 16 lutego o szóstej rano żołnierze oddali kilka salw do tłumu, następnie zaatakowali robotników bagnetami. Zginęło od czterech do kilkunastu robotników, czterdziestu było ciężko rannych, a wielu innych odniosło mniej poważne obrażenia. Po stronie żołnierzy nie ucierpiał nikt.
Po stłumieniu strajku zatrzymanych zostało dwa tysiące uczestników protestu.

### Konsekwencje

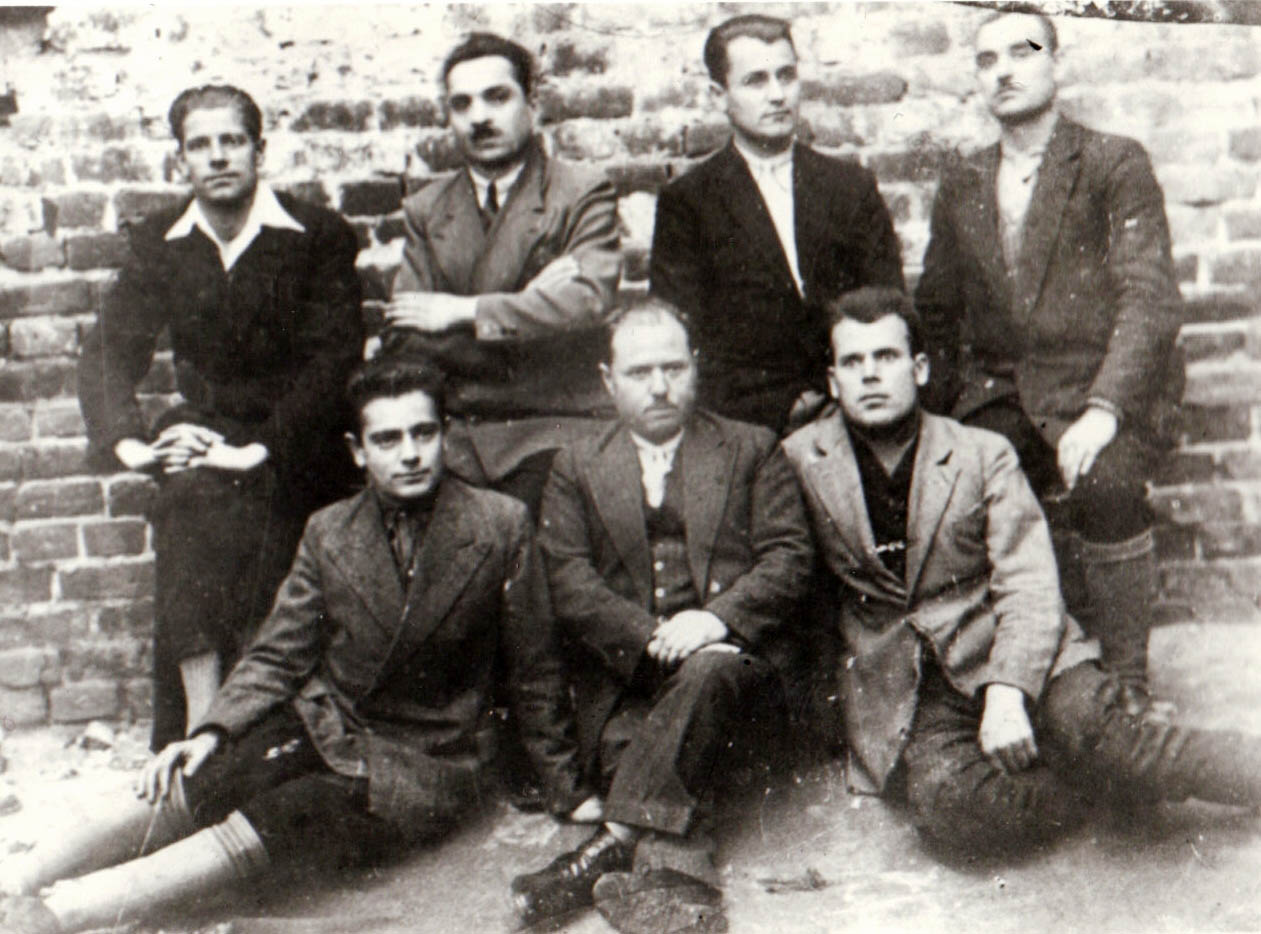
Gheorghe Gheorghiu-Dej, Chivu Stoica, Gheorghe Vasilichi, Constantin Doncea, Dumitru Petrescu, Alexandru Rozemberg w więzieniu w Krajowej podczas procesu przywódców strajku

Latem 1933 r. uczestnicy i uczestniczki strajku uznani za jego przywódców zostali postawieni przed sądem w pokazowym procesie, oskarżeni o wywołanie powstanie i spisek, wskutek którego doszło do zabójstwa. Oba czyny zostały zdefiniowane w prawie rumuńskim dopiero przez ustawę o stanie wyjątkowym i wydane na jej podstawie dekrety. Lista oskarżonych obejmowała 108 nazwisk - obok robotników z zakładów Grivița również uczestników strajków w Klużu i w Galati. Niektórzy byli sądzeni in absentia. Prokuratura starała się udowodnić, że strajki zostały zainspirowane przez Związek Radziecki i przez Niemcy. Wśród oskarżonych byli przedstawiciele różnych orientacji politycznych - działacze podziemnej Rumuńskiej Partii Komunistycznej, związków zawodowych, ale również członkowie Partii Narodowo-Chłopskiej i ruchu legionowego, a także osoby niezwiązane z żadną organizacją. Zapadły 64 wyroki skazujące. Constantin Doncea i Dumitru Petrescu zostali skazani na kary dożywotniego więzienia, Gheorghe Vasilichi, Gheorghe Gheorghiu-Dej, Chivu Stoica, Ion Marin, Alexandru Rozemberg i David Kerner - na kary od 5 do 20 lat ciężkich robót. Obrońcy oskarżonych odwołali się od wyroku. W czerwcu 1934 r. sąd drugiej instancji zamienił oba wyroki dożywotniego więzienia na kary 15 lat pozbawienia wolności, Vasilichi, Gheorghiu-Dej, Marin i Stoica usłyszeli - również łagodniejsze - wyroki 12 lat ciężkich robót, Rozemberg - pięciu lat i Kerner - osiemnastu miesięcy.

## Obraz strajku w propagandzie politycznej
Strajk w warsztatach naprawczych Grivița stał się po 1945 r. jednym z mitów historycznych rumuńskiego ruchu komunistycznego. Chociaż komuniści nie byli jedynymi przywódcami bukareszteńskich kolejarzy, propaganda polityczna okresu rumuńskiego stalinizmu przypisała im całą organizację protestu. Jako jego przywódcę przedstawiano Gheorghe Gheorghiu-Deja, który w rzeczywistości odegrał podczas strajku mniejsza rolę niż m.in. Chivu Stoica i Ilie Pintilie. Szczególnym kultem otaczano w tym okresie postać młodego robotnika Vasile Roaity, który został zastrzelony, gdy przy pomocy fabrycznej syreny zagrzewał kolejarzy do walki. Na jego cześć powstała pieśń Syrena Roaity, a kurort Carmen Sylva otrzymał jego imię. Po śmierci Gheorghiu-Deja i konsolidacji władzy przez Nicolae Ceaușescu rolę Gheorghiu-Deja w strajku zaczęto z kolei umniejszać, sprowadzając go do jednego z wielu działaczy szerzących idee komunistyczne wśród kolejarzy. Natomiast postać Roaity usunięto z podręczników i opracowań w ogóle, by nie przyćmiewać rzekomych zasług samego Ceausescu, któremu propaganda przypisywała odtąd kierowniczą rolę we wszystkich większych wystąpieniach rumuńskich robotników i to mimo faktu, że przyszły pierwszy sekretarz miał w 1933 r. tylko 14 lat.